# Yūsei Egawa
Yūsei Egawa (jap. 江川 湧清, Egawa Yūsei; * 24. Oktober 2000 in der Präfektur Nagasaki) ist ein japanischer Fußballspieler.

## Karriere
Yūsei Egawa erlernte das Fußballspielen in der Jugendmannschaft von V-Varen Nagasaki. Hier unterschrieb er 2020 auch seinen ersten Profivertrag. Der Verein aus Nagasaki spielte in der zweiten japanischen Liga, der J2 League. Sein Zweitligadebüt gab er am 23. September 2020 im Auswärtsspiel gegen den FC Machida Zelvia. Hier wurde er in der 85. Minute für Shun'ya Yoneda eingewechselt. Nach 79 Ligaspielen wechselte er im Januar 2023 zum Erstligisten Gamba Osaka.